# رولا بهنام
 رولا بهنام (1 يناير 1970)- وعارضة أزياء وإعلامية عراقية 

## حياتها ومشواره المهني
ولدت في الموصل لأب عراقي وأم لبنانية، حاصلة على إجازة في الهندسة المعمارية  ، متزوجة من رجل أعمال مسلم يدعى جابر جعفر ولديها ولد وبنت كريم وياسمين تحمل ثلاث جنسيات العراقية اللبنانية والبريطانية.
عملت كعارضة أزياء ثم شاركت مرة واحدة مع فرقة الفور كاتس اللبنانية في أول أغنية لها «عشرة احدعش تنعش» بعدها انسحبت من الفريق 
بدأت مشوارها المهني عام 1998 على شاشة تلفزيون المستقبل من خلال برنامج «إليت موديل لوك» المتخصص باكتشاف عارضات الأزياء. أول عمل قدمته كان برنامج «الليل المفتوح» مع ريما كركي وريما مكتبي «ثم برنامج» فاشن" بعدها برنامج "رولا عالهوا، وآخرها «الأغنية رقم واحد» عام 2004 بعد غياب طويل عن التلفزيون، عادت لتقدم برنامج قسمة ونصيب بموسمه الأول على شاشة المؤسسة اللبنانية للإرسال عام 2007
. بعدها برنامج «ديزاين ماغازين» المتخصص بعالم الهندسة المعمارية والتصاميم على قناة أبو ظبي عام 2010.
قدمت حفل انتخاب ملكة جمال لبنان عام 2012 وفي عام 2013 قدمت برنامج سبلاش مع أيمن القيسوني على شاشة المؤسسة اللبنانية للإرسال.
في مارس 2017 أطلقت مجموعة حقائب يد CLUTCHED المستوحاة من الأشكال الهندسية، في ديسمبر 2017 قدمت حفل«brilliant lebanese awards 2017 للمبدعين في الأعمال».